# Glénay
Glénay és un municipi francès situat al departament de Deux-Sèvres i a la regió de la Nova Aquitània. L'any 2007 tenia 520 habitants.

## Demografia

### Població
El 2007 la població de fet de Glénay era de 520 persones. Hi havia 200 famílies de les quals 44 eren unipersonals (24 homes vivint sols i 20 dones vivint soles), 72 parelles sense fills, 76 parelles amb fills i 8 famílies monoparentals amb fills.
La població ha evolucionat segons el següent gràfic:
Habitants censats

### Habitatges
El 2007 hi havia 251 habitatges, 207 eren l'habitatge principal de la família, 25 eren segones residències i 19 estaven desocupats. 250 eren cases i 1 era un apartament. Dels 207 habitatges principals, 182 estaven ocupats pels seus propietaris i 25 estaven llogats i ocupats pels llogaters; 9 tenien dues cambres, 15 en tenien tres, 65 en tenien quatre i 118 en tenien cinc o més. 198 habitatges disposaven pel capbaix d'una plaça de pàrquing. A 91 habitatges hi havia un automòbil i a 110 n'hi havia dos o més.

### Piràmide de població
La piràmide de població per edats i sexe el 2009 era:
| Homes | Edats   | Dones |
| ----- | ------- | ----- |
| 0     | 95 o +  | 0     |
| 0     | 90 a 94 | 8     |
| 12    | 85 a 89 | 12    |
| 0     | 80 a 84 | 0     |
| 20    | 75 a 79 | 12    |
| 4     | 70 a 74 | 8     |
| 24    | 65 a 69 | 16    |
| 20    | 60 a 64 | 16    |
| 4     | 55 a 59 | 8     |
| 20    | 50 a 54 | 12    |
| 8     | 45 a 49 | 20    |
| 12    | 40 a 44 | 16    |
| 16    | 35 a 39 | 12    |
| 36    | 30 a 34 | 24    |
| 8     | 25 a 29 | 12    |
| 16    | 20 a 24 | 0     |
| 24    | 15 a 19 | 4     |
| 12    | 10 a 14 | 8     |
| 32    | 5 a 9   | 32    |
| 4     | 0 a 4   | 8     |

## Economia
El 2007 la població en edat de treballar era de 328 persones, 232 eren actives i 96 eren inactives. De les 232 persones actives 225 estaven ocupades (126 homes i 99 dones) i 7 estaven aturades (3 homes i 4 dones). De les 96 persones inactives 47 estaven jubilades, 21 estaven estudiant i 28 estaven classificades com a «altres inactius».

### Ingressos
El 2009 a Glénay hi havia 215 unitats fiscals que integraven 539 persones, la mediana anual d'ingressos fiscals per persona era de 15.849 €.

### Activitats econòmiques
Dels 9 establiments que hi havia el 2007, 1 era d'una empresa extractiva, 2 d'empreses alimentàries, 1 d'una empresa de fabricació de material elèctric, 2 d'empreses de construcció, 1 d'una empresa de transport i 2 d'empreses de serveis.
L'únic servei als particulars que hi havia el 2009 era un paleta.
L'únic establiment comercial que hi havia el 2009 era una fleca.
L'any 2000 a Glénay hi havia 18 explotacions agrícoles que ocupaven un total de 1.584 hectàrees.

## Equipaments sanitaris i escolars
El 2009 hi havia una escola elemental integrada dins d'un grup escolar amb les comunes properes formant una escola dispersa.

## Poblacions més properes
El següent diagrama mostra les poblacions més properes.